# Christian Bale

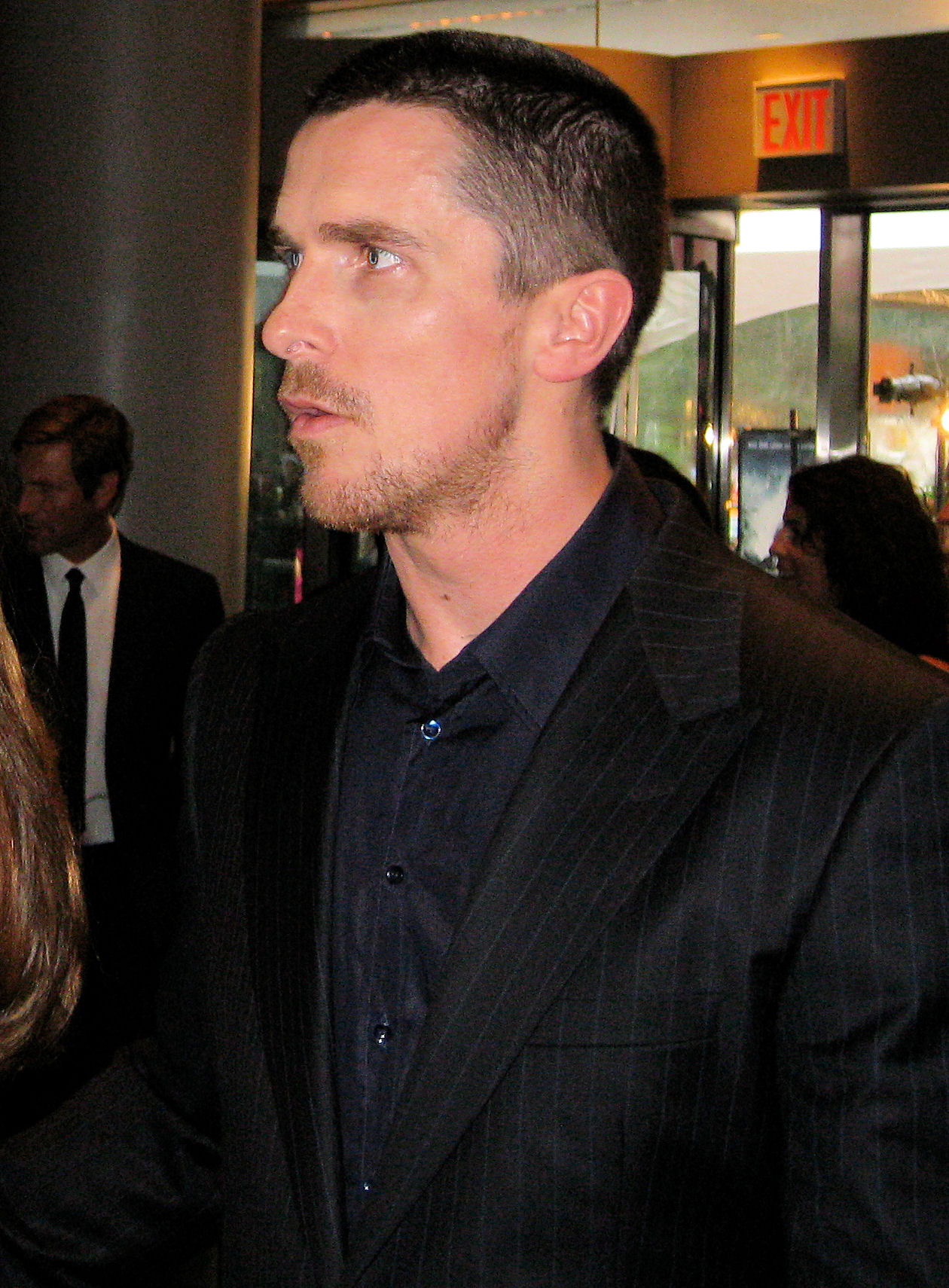
Christian Bale în 2008

Christian Charles Philip Bale (n. 30 ianuarie 1974, Pembrokeshire, Marea Britanie) este un actor britanic.

## Filmografie
| An   | Titlu                          | Rol                                  | Note                                                            |
| ---- | ------------------------------ | ------------------------------------ | --------------------------------------------------------------- |
| 1985 | The Dreamthief                 | Rufus                                | Pilot film doar voce                                            |
| 1986 | Anastasia: The Mystery of Anna | Alexei                               | film de televiziune                                             |
| 1987 | Heart of the Country           | Ben Harris                           | miniserial TV                                                   |
| 1987 | Mio min Mio                    | Benke Jum-Jum                        |                                                                 |
| 1987 | Empire of the Sun              | Jamie "Jim" Graham                   |                                                                 |
| 1989 | Henry V                        | Falstaff's Boy                       |                                                                 |
| 1990 | Treasure Island                | Jim Hawkins                          | film de televiziune                                             |
| 1991 | A Murder of Quality            | Tim Perkins                          | film de televiziune                                             |
| 1992 | Newsies                        | Jack "Cowboy" Kelly Francis Sullivan |                                                                 |
| 1993 | Swing Kids                     | Thomas Berger                        |                                                                 |
| 1994 | Prince of Jutland              | Amled                                |                                                                 |
| 1994 | Little Women                   | Theodore "Laurie" Lawrence           |                                                                 |
| 1995 | Pocahontas                     | Thomas                               | doar voce                                                       |
| 1996 | The Portrait of a Lady         | Edward Rosier                        |                                                                 |
| 1996 | The Secret Agent               | Stevie                               |                                                                 |
| 1997 | Metroland                      | Chris Lloyd                          |                                                                 |
| 1998 | Velvet Goldmine                | Arthur Stuart                        |                                                                 |
| 1998 | All the Little Animals         | Bobby Platt                          |                                                                 |
| 1999 | A Midsummer Night's Dream      | Demetrius                            |                                                                 |
| 1999 | Mary, Mother of Jesus          | Iisus din Nazaret                    | film de televiziune                                             |
| 2000 | American Psycho                | Patrick Bateman                      |                                                                 |
| 2000 | Shaft                          | Walter Wade, Jr.                     |                                                                 |
| 2001 | Captain Corelli's Mandolin     | Mandras                              |                                                                 |
| 2002 | Laurel Canyon                  | Sam Bentley                          |                                                                 |
| 2002 | Reign of Fire                  | Quinn Abercromby                     |                                                                 |
| 2002 | Equilibrium                    | Cleric John Preston                  |                                                                 |
| 2004 | The Machinist                  | Trevor Reznik                        |                                                                 |
| 2004 | Howl's Moving Castle           | Howl                                 | Voce la dublarea în versiunea engleză                           |
| 2005 | Batman Begins                  | Bruce Wayne/Batman                   | De asemenea vocea lui Batman în jocul video bazat pe acest film |
| 2005 | Harsh Times                    | Jim Luther Davis                     | De asemenea producător executiv                                 |
| 2005 | The New World                  | John Rolfe                           |                                                                 |
| 2006 | Rescue Dawn                    | Dieter Dengler                       |                                                                 |
| 2006 | The Prestige                   | Alfred Borden                        |                                                                 |
| 2007 | 3:10 to Yuma                   | Dan Evans                            |                                                                 |
| 2007 | I'm Not There                  | Jack Rollins/Pastor John             |                                                                 |
| 2008 | The Dark Knight                | Bruce Wayne/Batman                   |                                                                 |
| 2009 | Terminator - Salvarea          | John Connor                          |                                                                 |
| 2009 | Public Enemies                 | Melvin Purvis                        |                                                                 |
| 2010 | The Fighter                    | Dicky Eklund                         |                                                                 |
| 2011 | The Flowers of War             | John Miller                          |                                                                 |
| 2012 | The Dark Knight Rises          | Bruce Wayne/Batman                   |                                                                 |
| 2013 | Out of the Furnace             | Russell Baze                         |                                                                 |
| 2013 | American Hustle                | Irving Rosenfeld                     |                                                                 |
| 2014 | Exodus: Gods and Kings         | Moise                                |                                                                 |
| 2015 | Knight of Cups                 | Rick                                 |                                                                 |
| 2015 | Brokerii apocalipsei           | Michael Burry                        |                                                                 |
| 2015 | The Promise                    | Chris                                |                                                                 |
| 2017 | Hostiles                       | căpitanul Joseph J. Blocker          |                                                                 |
| 2018 | Vicele                         | Dick Cheney                          |                                                                 |
| 2019 | Marea provocare: Le Mans ’66   | Ken Miles                            |                                                                 |
| 2019 | Mowgli                         | Bagheera                             |                                                                 |